# Catedral basílica de la Inmaculada Concepción (Mobile)
La Catedral Basílica de la Inmaculada Concepción de Mobile (en inglés: Cathedral Basilica of the Immaculate Conception) es una catedral que sirve a los católicos en la ciudad de Mobile, Alabama en los Estados Unidos. Es la sede del arzobispo de la Arquidiócesis de Mobile. La catedral recibe el nombre de María, madre de Jesús, bajo la advocación de Nuestra Señora de la Inmaculada Concepción. Está incluida en el Registro Nacional de Lugares Históricos.
La parroquia de la catedral de Mobile fue fundada el 20 de julio de 1703, por Jean-Baptiste de la Croix de Chevrières de Saint-Vallier, obispo de Quebec.
Cuando la localidad de Mobile se trasladó a su actual emplazamiento en 1711, se construyó una nueva iglesia parroquial conocida como Notre Dame de la Mobile (Nuestra Señora de Mobile). En 1781, durante la colonización española de Mobile, la parroquia tomó su nombre actual de la Inmaculada Concepción.